# Panthea coenobita
Panthea coenobita là một loài bướm đêm thuộc họ Noctuidae. Nó được tìm thấy ở North châu Âu, Đông châu Âu và Nam Âu, miền trung và Bắc Âuan part của Nga, Nhật Bản, Hàn Quốc, miền bắc Trung Quốc, vùng Viễn Đông Nga (Primorye, Khabarovsk, vùng Amur, Sakhalin, miền nam quần đảo Kuril), miền nam và miền tây Xibia (Ngoại Baikal, vùng Baikal, Altai) và Thổ Nhĩ Kỳ.

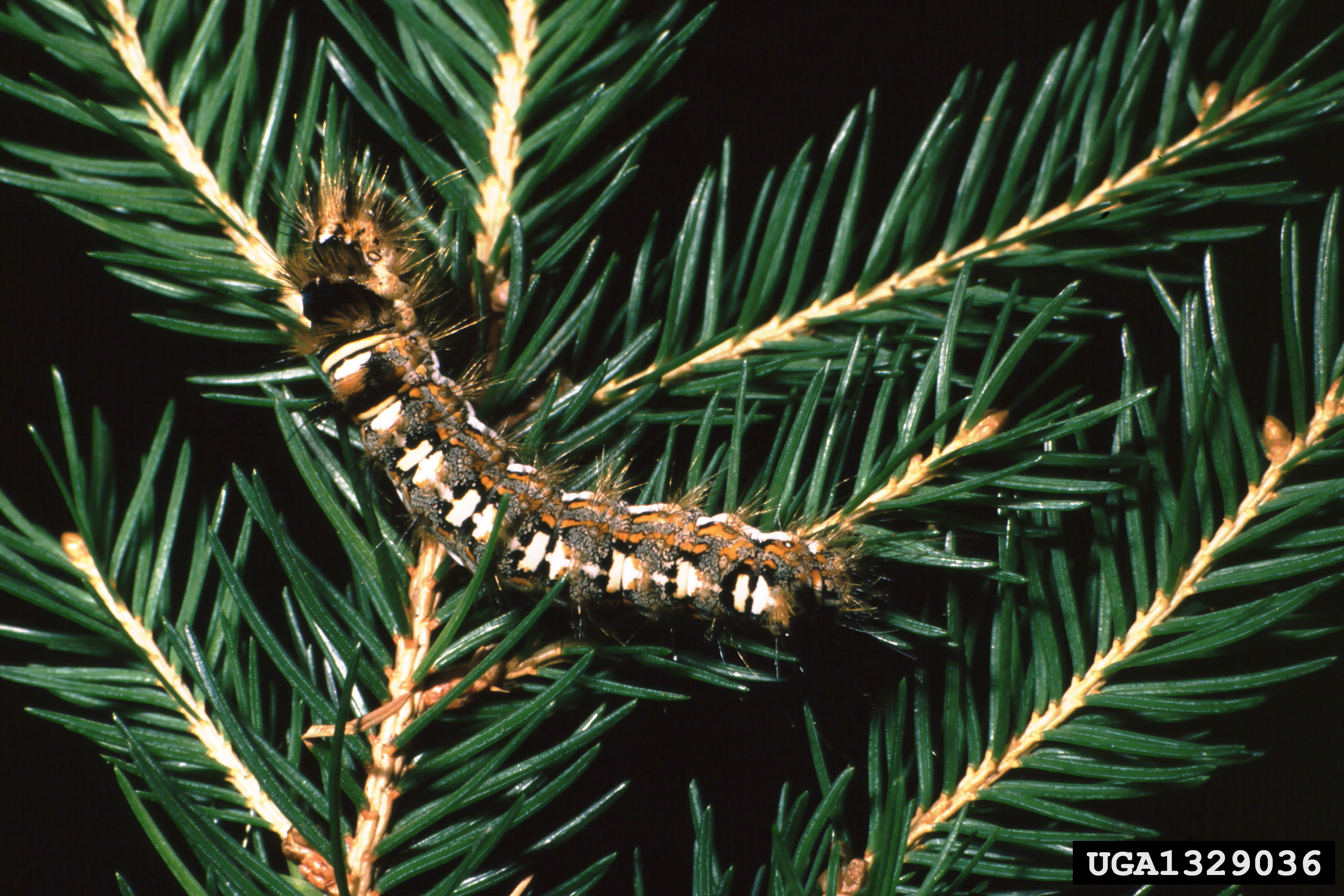
Sâu bướm

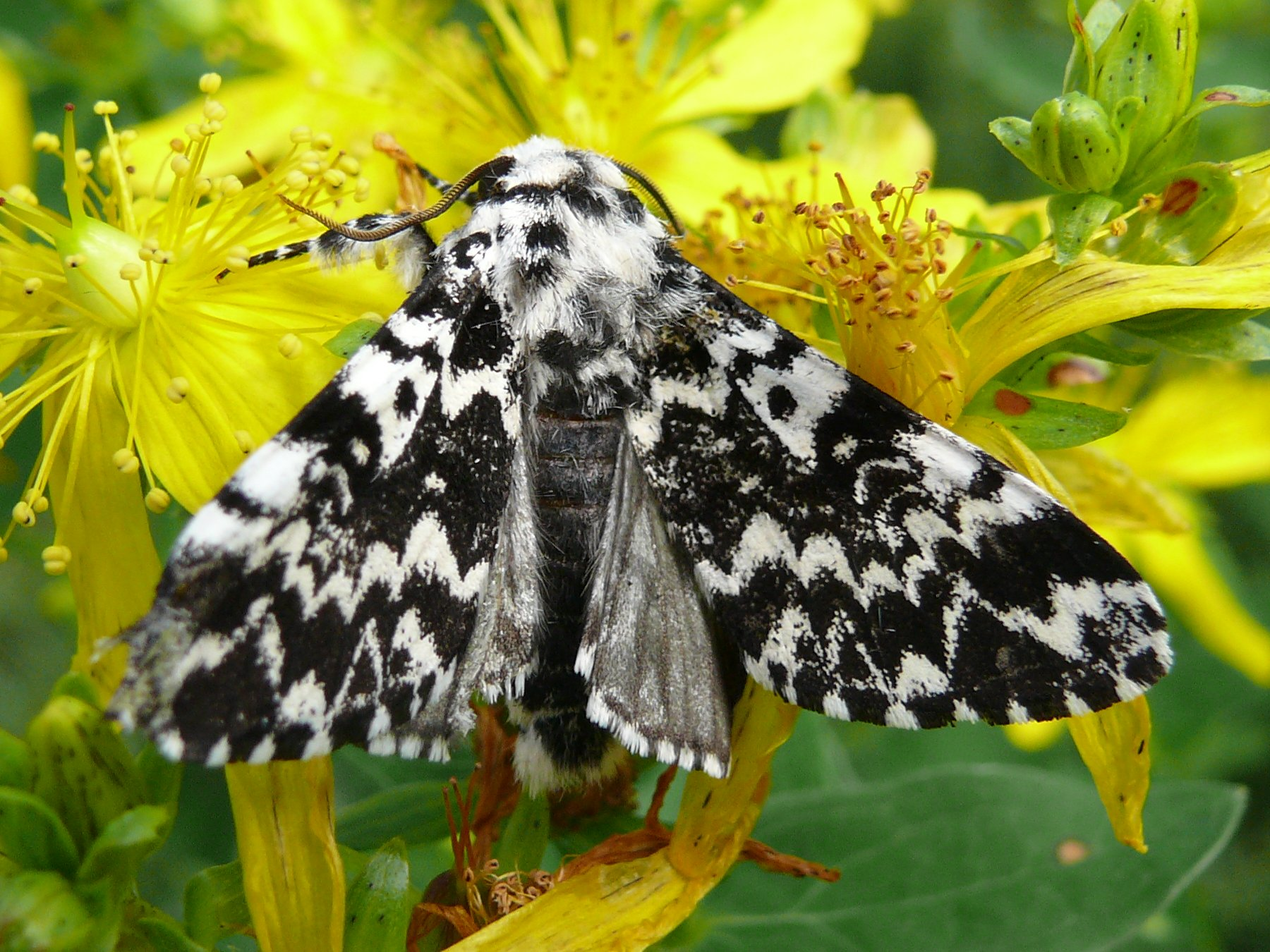

Sải cánh dài 40–50 mm. Con trưởng thành bay từ tháng 5 đến tháng 7 tùy theo địa điểm.
Ấu trùng ăn Pine, Fir và Larch.